# Toijala

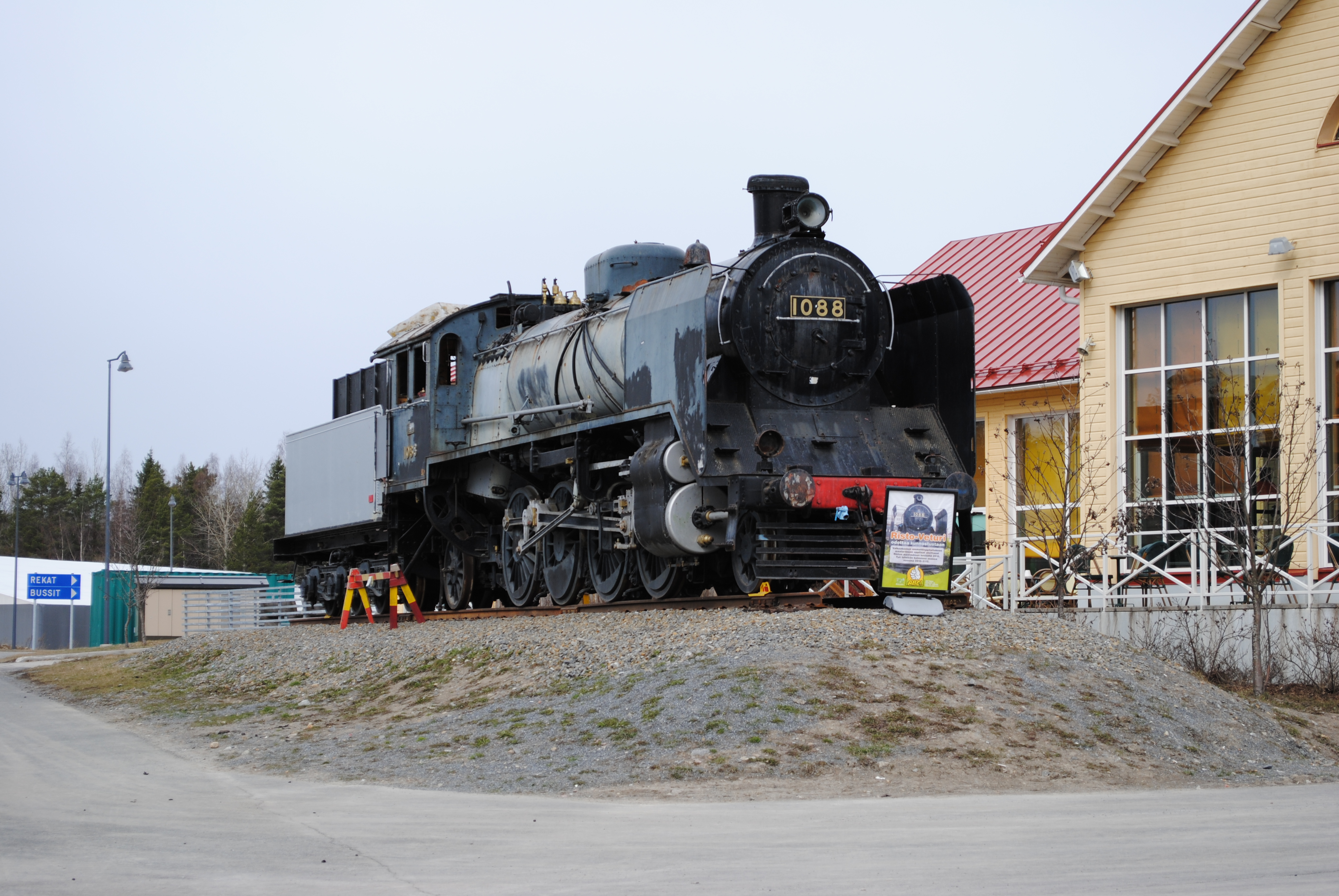
VR Class Tr1 ånglokomotiv nr 1088 på Lokmuseum i Toijala

Toijala är en före detta stad i landskapet Birkaland i Västra Finlands län. Toijala hade 8 348 invånare (2005-12-31)  och en yta på 58,6 km². Toijala uppstod kring järnvägsknutpunkten mellan Åbo–Toijala-banan och huvudbanan Helsingfors–Tammerfors.
Toijala stad och Viiala kommun upphörde den 1 januari 2007. De slogs samman till staden Ackas.
I Toijala ligger Finlands Lokmuseum.

## Politik

### Mandatfördelning i Toijala stad, valen 1976–2004
| 4 | 10 |  | 3 | 9 |

| 5 | 14 | 3 |  | 12 |

| 5 | 13 | 2 |  | 14 |

| 5 | 13 |  |  |  | 14 |

| 5 | 15 |  |  |  | 12 |

| 2 | 11 | 7 | 3 |  | 11 |

| 3 | 14 | 5 | 3 |  | 9 |

| 4 | 13 | 2 | 3 | 2 | 11 |

| 20 | 15 |

## Kända personer
Harri Holkeri (1937–2011), Finlands statsminister 1987–1991, var uppvuxen i Toijala.